# Liste der Museen in Würzburg
Die Liste der Museen in Würzburg gibt einen Überblick über aktuelle und ehemalige Museen in der kreisfreien Stadt Würzburg in Bayern.

## Aktuelle Museen
| Name                                   | Kurzbeschreibung | gegründet/ eröffnet | Träger                                  | Standort                                          | Bild           | Link |
| -------------------------------------- | --- | ------------------- | --------------------------------------- | ------------------------------------------------- | -------------- | ---- |
| Brauchtums- und Trachtenpuppenmuseum   | Das Brauchtums- und Trachtenpuppenmuseum zeigt über 100 Trachtenpuppen, viele Originaltrachten und weitere Gegenstände aus Brauchtum und Volkskultur der Banater Schwaben im Raum zwischen Donau, Theiß, Marosch und den Südkarpaten. |                     | Landsmannschaft der Banater Schwaben    | Heidingsfeld                                      |                |      |
| Domschatz                              | Der Domschatz, der seit 2015 im Würzburger Dom gezeigt wird, umfasst unter anderem Reliquien, kostbarste Goldschmiedearbeiten, Paramente und die bronzenen Löwenkopf-Türzieher des romanischen Doms. |                     | Bistum Würzburg                         | Würzburger Dom                                    | weitere Bilder |      |
| Historischer Saal der Fischerzunft     | Im Historischen Zunftsaal im Obergeschoss ihres Zunfthauses präsentiert die Fischerzunft Würzburg kunsthandwerkliche Objekte, darunter Fische jeglicher Größe aus Porzellan, Holz oder Metall, auf Regalen stehend oder an der Wand oder von der Decke hängend. Im Untergeschoss gibt eine Dauerausstellung einen Überblick über Fischfanggeräte wie Reusen, Netze und Fischspeere sowie über Modelle von Fischerbooten.                                                     |                     | Fischerzunft Würzburg                   | Zunfthaus                                         |                |      |
| Martin von Wagner Museum               | Das Martin von Wagner Museum der Universität Würzburg im Südflügel der Würzburger Residenz umfasst eine Antikensammlung mit Exponaten aus dem Mittelmeerraume vom 3. Jahrtausend v. Chr. bis in die Spätantike, eine Gemäldegalerie mit deutschen, niederländischen und italienischen Gemälden aus dem 13. bis 20. Jahrhundert und eine Graphische Sammlung mit rund 16.000 Handzeichnungen und 14.000 Blatt Druckgraphik, darunter das druckgrafische Werk Albrecht Dürers. | 1963                |                                         | Residenz                                          | weitere Bilder |      |
| Mineralogisches Museum                 | Die Mineralogische Sammlung der Universität Würzburg umfasst mehr als 10.000 Objekte. Die Dauerausstellung gibt Einblicke in Themen wie die Entstehung unserer Erde und des Sonnensystems und zeigt Gesteine und Minerale aus der Region rund um Würzburg und aus weltweit bedeutenden Erz- und Mineral-Lagerstätten. | 1978                | Julius-Maximilians-Universität Würzburg | Institut für Geographie und Geologie              | weitere Bilder |      |
| Museum am Dom                          | Das Museum am Dom ist das Kunstmuseum des Bistums Würzburg. Es zeigt etwa 300 Bilder und Plastiken aus dem 10. bis 21. Jahrhundert. Die Exponate sind thematisch gruppiert. Dabei sind Werke moderner Künstler direkt denen alter Meister gegenübergestellt. | 2003                | Bistum Würzburg                         | Kilianshaus                                       | weitere Bilder |      |
| Museum für Franken                     | Das Museum für Franken im äußeren Bereich der Festung Marienberg zeigt Gemälde, Skulpturen und kunsthandwerklicher Objekte mit Schwerpunkt auf Werken aus Würzburg und Mainfranken von der Frühzeit bis ins 19. Jahrhundert. Es beherbergt die weltweit größte Sammlung an Skulpturen von Tilman Riemenschneider. Bestandteil des Museums ist auch die Stadtgeschichtliche Abteilung im Fürstenbaumuseum im Ostflügel der Festung.                                           | 1947                | Freistaat Bayern                        | Festung Marienberg                                | weitere Bilder |      |
| Museum im Kulturspeicher               | Das Museum im Würzburger Kulturspeicher beherbergt die Städtische Sammlung mit Kunst vom 19. Jahrhundert bis zur Gegenwart und die Sammlung Peter C. Ruppert mit Werken der wichtigsten Künstler der Konkreten Kunst ab dem Ende des Zweiten Weltkriegs aus 23 europäischen Ländern. | 2002                |                                         | Kulturspeicher                                    | weitere Bilder |      |
| Museum Shalom Europa                   | Das Museum im jüdischen Gemeinde- und Kulturzentrum Shalom Europa dokumentiert die jüdische Religion und Kultur, wie sie in Würzburg gelebt wird. Die Informationen zur Tora, zum jüdischen Kalender oder zu Alltag und Festen werden ergänzt durch Einblicke in die wechselvolle Geschichte der jüdischen Gemeinde in Würzburg von 1100 bis in die Gegenwart. | 2006                |                                         | Shalom Europa                                     |                |      |
| Riesengebirgsstube                     | Die im dritten Obergeschoss eines Barockhauses untergebrachte Heimatstube zeigt Modelle, Gemälde, Alltagsgegenstände und Trachten, die an die Landschaft und das Leben im böhmischen Teil des Riesengebirges erinnern. |                     | Heimatkreis Trautenau                   | Neubaustraße                                      | weitere Bilder |      |
| Röntgen-Gedächtnisstätte               | Die Röntgen-Gedächtnisstätte in dem ehemaligen Physikalischen Institut der Universität Würzburg, in dem Wilhelm Conrad Röntgen die nach ihm benannte Strahlung entdeckt hatte, gibt einen Einblick in die experimentelle Physik des ausgehenden 19. Jahrhunderts. Neben der Apparatur, mit der Röntgen die Strahlung entdeckt hatte, weitere physikalische Aufbauten sowie verschiedene Röntgenröhren und einen Röntgenapparat aus dem Jahr 1912.                            | 1985                |                                         | Ehemaliges Physik-Institut                        | weitere Bilder |      |
| Siebold-Museum                         | Das Siebold-Museum in der ehemaligen Direktorenvilla des Würzburger Bürgerbräus ist dem Arzt, Japan- und Naturforscher Philipp Franz von Siebold (1796–1866) gewidmet, der in Würzburg geboren wurde. Die Dauerausstellung zeigt Exponate zum Leben und Wirken der Würzburger Ärzte- und Gelehrtenfamilie Siebold sowie Objekte aus dem deutschen und japanischen Lebensabschnitt von Philipp Franz von Siebold.                                                             |                     |                                         | Zellerau                                          | weitere Bilder |      |
| Staatsgalerie in der Residenz Würzburg | Die Staatsgalerie im Nordflügel der Würzburger Residenz zeigt Werke Venezianische Malerei des 17. und 18. Jahrhunderts. Ein Schwerpunkt sind die Werke von Giovanni Battista Tiepolo und seinem Sohn Giandomenico, die während ihrer Würzburger Jahre entstanden. |                     | Bayerische Staatsgemäldesammlungen      | Residenz                                          |                |      |
| Würzburger Prothesensammlung           | Die Sammlung ist zeigt die historische Entwicklung und Vielfältigkeit der Prothesentechnik und veranschaulicht ihre wichtigsten Stufen durch zwei- und dreidimensionale Darstellungen in Form von Bildern, Fotos, Filmen und Exponaten. Die Exponate reichen beispielsweise vom Hörrohr aus dem 17. Jahrhundert zum modernen Mini-Hörgerät und vom Holzbein zur Hightech-Prothese.                                                                                           |                     |                                         | Landesbehörde Zentrum Bayern Familie und Soziales |                |      |